# Sinagoga de Santa María la Blanca
Santa María la Blanca esta situada na cidade de Toledo. Construída no princípio como sinagoga, posteriormente foi convertida numa igreja católica.

## Arquitectura
Construída no século XII, este monumento é mudejar. Tem cinco naves separadas por pilares. É de notar, como dado significativo, o profundo contraste que se faz patente entre a humildade exterior e o luxo que se aprecia dentro, conforme a tradição oriental de "todo fazia o interior". A sinagoga teve, no arquitectónico, uma influencia inquestionável sobre outras sinagogas do resto da Península, sobretudo na de Segóvia.

## História
Foi transformada na segunda metade do século XV numa igreja da Orden de Calatrava. Em 1550, o cardeal Siliceo converteu-a numa beataria para prostitutas arrependidas. No século XVIII foi ocupada como quartel para as tropas da guarnição de Toledo. A meados do século XIX, o edifício foi declarado monumento nacional. Depois da guerra civil espanhola, um decreto real do governo entrega Santa María la Blanca à Igreja Católica.